# Nathan Cohen (entrepreneur)
Pour les articles homonymes, voir Nathan Cohen.
Nathan Cohen, né le 16 octobre 1991, est un entrepreneur français.

## Biographie
Nathan Cohen a créé son entreprise Popmylook en avril 2010, en adoptant le statut d'auto-entrepreneur. Il s'agit d'une entreprise proposant un service en ligne de personnalisation de vêtements, de produits et d'accessoires. L'entreprise s'engage à assurer un processus respectueux de l'environnement.
À la suite de la parution d'un article dans Le Parisien sur son entreprise et son parcours, Nathan Cohen est reçu en juin 2010 par Hervé Novelli, Secrétaire d'État chargé du Commerce, de l'Artisanat, des Petites et Moyennes entreprises.
En septembre 2010, il est invité aux universités d'été du MEDEF pour débattre avec Laurence Parisot sur des thèmes comme l'innovation et l'entrepreneuriat jeune.